# Нарьян-Мар (малый противолодочный корабль)
«Нарьян-Мар» (МПК-130) — малый противолодочный корабль проекта 1124М (шифр «Альбатрос», кодовое обозначение НАТО — Grisha III class corvette).

## Строительство
Корабль заложен на судостроительном заводе в Зеленодольске 17 августа 1988 года, спущен на воду 9 марта 1990 года, вошёл в состав флота 29 декабря 1990 года.

## Служба
До 15 февраля 1992 года носил наименование «Архангельский комсомолец». С осени 2002 года носит наименование «Нарьян-Мар» в связи с установлением шефства над кораблем города Нарьян-Мар.
Входит в состав Северного флота. До 1995 года корабль базировался в Гремихе.
По сообщению от 30 мая 2014 года, корабль встал на плановый ремонт на завод «Красная кузница» в Архангельске, связанный с подготовкой к сезону навигации.
В 2014 и 2016 годах принял участие в учениях на Белом море.
В 2016 году принимал участие в параде в порту Архангельск на день ВМФ.

## Бортовые номера
- № 118 (1993);
- № 138 (с 2002)[1].